# لی هیوری
این یک نام کره‌ای است؛ نام خانوادگی لی است.
لی هیوری (به کره‌ای: 이효리) (زاده ۱۰ مه ۱۹۷۹) خواننده زن اهل کره جنوبی است. او فعالیت هنری‌اش را با عضویت در گروه دخترانه پاپ موفق فین.کی.ال (Fin.K.L) آغاز کرد اما از سال ۲۰۰۳ تاکنون حرفه‌اش را به صورت انفرادی ادامه می‌دهد.

## زندگی و حرفه
او جوانترین عضو در میان سه خواهر و یک برادر خود است. او از سال ۱۹۸۰ به سئول آمد و در مدرسه‌ای مشغول به تحصیل شد.
اولین آلبوم او بسیار موفق بود و او بابت انتشار آلبوم‌هایش برنده بسیاری از "Daesangs" (معادل جایزه‌ای که در کره جنوبی به «هنرمند سال» داده می‌شود) شد و این موفقیت‌های پی در پی او باعث شد تا او به یکی از پردرآمدترین خوانندگان زن کره جنوبی تبدیل شود. همچنین او تحصیلات تکمیلی خود را در رشته مطالعات فرهنگ در دانشگاه «هی کیونگ» کره جنوبی در سپتامبر سال ۲۰۰۷ به پایان رساند.

## شروع با Fin.K
او فعالیت هنری خود را از سال ۱۹۹۸ به عنوان یکی از اعضای گروه پاپ دخترانه Fin.KL شروع کرد
و در طی سالهای خوانندگی خود در این گروه به یکی از قدیمیترین اعضا و رهبران این گروه تبدیل شد.

## بازیگری

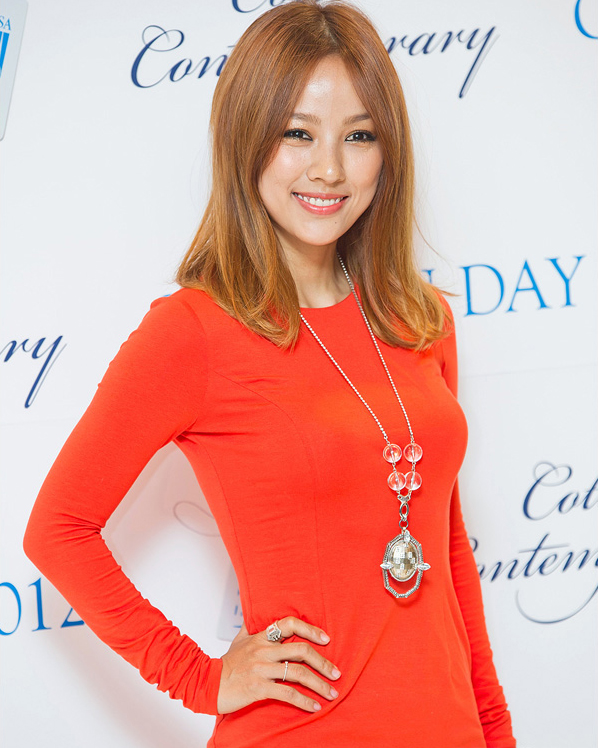

همچنین لی هیوری در سال ۲۰۰۶ در سریال Three Leaf Clover به همراه دیگر بازیگرانی همچون Ryu Jin،Kim Jung Hwa, Kim Kang Woo بازی کرد. این سریال ۱۶ قسمته در کره محبوبیت چندانی نیافت و با شکست مواجه شد.

## اتهام سرقت ادبی
در سال ۲۰۰۶ آلبومی از او با نام فرشته سیاه منتشر شد که با آرم تجاری خود لی و رقص‌های خاص خود همراه بود.
بعضی از مطبوعات انتشار این آلبوم را کپی آشکاری از کارهای Britney Spears «خواننده زن امریکایی» می‌دانستند. با وجود همه جدال‌ها بر سر این آلبوم این آلبوم نیز با فروش بالایی مواجه شد.
ولی هنوز نیز بعضی معتقدند که کارهای lee کپی‌هایی واضح از دیگر خوانندگان غربی است.

## پردرآمدترین زن هنرمند کره جنوبی
در ماه نوامبر سال ۲۰۰۶، لی هیوری قراردادی بیست میلیون دلاری برای مدت ۳ سال امضا کرد که او را به گرانترین خواننده زن در کره جنوبی تبدیل کرد.
او با وجود شکست در سریال قبلی خود در فوریه سال ۲۰۰۷ قرارداد دیگری را برای بازی در یک درام کره‌ای دیگر امضا کرد. فیلمبرداری این سریال به علت سقوط لی از پشت بام صحنه فیلم‌برداری هفته‌ها دچار تاخیر شد و این اتقاق مرگبار باعث شکسته شدن پا پخش خبر مرگ او در کره جنوبی شد.
این سریال در ژاپن نیز پخش شد و همین باعث شهرت لی هیوری در ژاپن شد.

## تک آهنگ‌ها
1. . ۱۰ دقیقه
2. . هی دختر
3. . مرا به خاطر بسپار
4. . دریافت بله
5. . برقصیم
6. . راست بالا
7. . زیر برو: دختر
8. . هی Mr.Big
9. . لولایی (Geune؛ لولایی)
10. .Chitty Chitty بنگ بنگ

## تلویزیون
- ۲۰۰۳: با هم مبارک
- ۲۰۰۸: تغییر
- ۲۰۰۸: سنگ سنگ پلاس
- ۲۰۰۸: Mnet خاموش رکورد
- ۲۰۱۰: به خانواده وابسته به گردش یا سفر کوتاه